# Nana Ekvtimishvili
Nana Ekvtimishvili (en georgiano ნანა ექვთიმიშვილი; Tiflis, 9 de julio de 1978) es una escritora y cineasta georgiana.

## Biografía
Nana Ekvtimishvili estudió en la facultad de Filosofía de la Universidad Estatal Ivane Javakhishvili de Tiflis. Asimismo, estudió escritura de guiones y dramaturgia en la academia de cine y televisión (HFF) en Potsdam-Babelsberg Alemania. 

## Obra
Los primeros relatos de Nana Ekvtimishvili fueron publicados en 1999 en la revista Arili. En el ámbito del cine, es autora y directora de varios guiones cinematográficos. Su largometraje In Bloom, de 2013, ha sido proyectado en muchos países y ha ganado más de treinta premios en varios festivales mundiales de cine; fue además la película seleccionada para representar a Georgia en la categoría de mejor película internacional de la 86.ª edición de los Premios Óscar.
En su primera novela, El prado de perales (მსხლების მინდორი, 2015), la autora aborda el tema de los niños discapacitados abandonados por sus padres. La protagonista principal es Lela, de dieciocho años, que es el centro de todos los demás personajes: alumnos o profesores del internado (actuales o anteriores) y personas que viven en apartamentos cercanos. Un prado de perales los representa, pero es un prado de pecado con árboles pecaminosos: se ve hermoso desde el exterior, pero en el momento en se pone un pie allí, este queda atrapado en un atolladero.
De acuerdo al crítico literario G. Lomidze:

El internado en la novela de Ekvtimishvili es nuestra sociedad: un espacio lleno de prohibiciones o estereotipos, verdugos y víctimas, en el que todos vivimos...

Esta obra ha recibido varios galardones, entre ellos el premio SABA al mejor debut literario en 2016 y el premio IliaUni en ese mismo año.

## Filmografía
- In Bloom (2013)
- My Happy Family (2017)